# Герб Скраглівки
Герб Скраглівки затверджений рішенням Скраглівської сільської ради.

## Опис герба
Щит розтятий зігнуто у формі літери «U». На першому синьому полі з золотою облямівкою летить срібний мартин, під ним унизу зліва червоний із срібною облямівкою вогонь. На другому зеленому полі обабіч золоті гілочки: сосни з шишкою, дуба із двома жолудями та трьома листками вільхи внизу.
Щит розміщений у золотому картуші, верхня половина якого еклектична, а нижня утворена з колосків, унизу якого на червоній стрічці золотими літерами — «Скраглівка», під стрічкою червоні цифри 1630. Щит увінчаний золотою сільською короною.
Автор — В. Сватула, художник — І. Янушкевич.